# Cleopatra and All That Jazz
| Recensione | Giudizio |
| ---------- | -------- |
| AllMusic   | [ 2 ]    |

Cleopatra and All That Jazz è un album discografico a nome di Al Caiola and the Nile River Boys, pubblicato dalla casa discografica United Artists Records nell'agosto del 1963.

## Tracce
Lato A
1. Antony and Cleopatra Theme – 2:50 (Alex North)
2. Temptation – 2:56 (Arthur Freed, Nacio Herb Brown)
3. Love for Sale – 3:14 (Cole Porter)
4. Mad About the Boy – 2:21 (Noël Coward)
5. Body and Soul – 2:57 (Frank Eyton, Robert Sour, Edward Heyman, Johnny Green)
6. Cleo Baby – 2:59 (Al Caiola)

Lato B
1. Caesar and Cleopatra Theme – 2:40 (Alex North)
2. Lover Man – 2:38 (Jimmy Sherman, Jimmy Davis, Roger Ramirez)
3. I Can't Give You Anything But Love Baby – 3:24 (Dorothy Fields, Jimmy McHugh)
4. Under a Blanket of Blue – 3:05 (Marty Symes, Al Neiburg, Jerry Livingston)
5. All of Me – 2:37 (Seymour Simons, Gerald Marks)
6. Be Mine Tonight – 2:06 (Sunny Skylar)

## Musicisti
- Al Caiola - chitarra, arrangiamenti
- Barry Galbraith - chitarra ritmica
- Clark Terry - tromba, flicorno
- Tony Studd - trombone basso
- Dick Hyman - pianoforte, clavicembalo
- Phil Bodner - flauto, sassofono alto, sassofono baritono
- George Duvivier - contrabbasso
- Osie Johnson - batteria

Note aggiuntive
- Leroy Holmes - produttore
- Lucien - Cleopatra fotografia copertina album[6]